# Indiengrünspecht
Der Indiengrünspecht (Picus xanthopygaeus) auch Hindugrünspecht ist eine Vogelart aus der Familie der Spechte (Picidae). Die mittelgroße Spechtart besiedelt weite Teile Südasiens und bewohnt ein breites Spektrum feuchter bis trockener Waldtypen, aber auch spärlich bewaldete parkartige Landschaften, Teak- und speziell Gummibaum- und Tee-Plantagen. Die häufig auf dem Boden gesuchte Nahrung besteht vorwiegend aus Ameisen und Termiten sowie anderen kleinen Insektenlarven. Diese Spechte fressen auch Samen und Nektar.
Die Art gilt als recht häufig. Der Bestandstrend ist nicht bekannt, gilt aber zumindest nicht als stark rückläufig. Der Indiengrünspecht wird von der IUCN daher als ungefährdet („least concern“) eingestuft.

## Beschreibung
Der Indiengrünspecht ist ein typischer Vertreter der Gattung Picus und ähnelt in Habitus und Färbung dem auch in Mitteleuropa heimischen Grünspecht. Es sind mittelgroße Spechte mit einer undeutlich ausgeprägten Federhaube, einem steifen, langen Schwanz und einem relativ langen, leicht meißelförmig zugespitzten und an der Basis breiten Schnabel. Der Schnabelfirst ist leicht nach unten gebogen. Die Körperlänge beträgt etwa 30 cm, das Gewicht 83–111 g. Sie sind damit etwas kleiner und nur etwa halb so schwer wie ein Grünspecht. Die Art zeigt hinsichtlich der Färbung einen deutlichen Geschlechtsdimorphismus.
Bei Männchen ist der gesamte Rücken einschließlich der Schulterfedern grün mit einem gelblichen Ton, der Bürzel und die meisten Oberschwanzdecken sind leuchtend gelb. Die Oberflügeldecken und die Schirmfedern sind dunkelgrün, die Basis der Schirmfedern ist dunkler und zeigt gelegentlich einige weiße Binden. Die Schwingen sind bräunlich schwarz, die Armschwingen haben dunkelgrüne Außenfahnen und die kompletten Handschwingen sowie die Innenfahnen der Armschwingen sind weiß gebändert. Die Schwanzoberseite ist schwärzlich, die meisten oder alle Steuerfedern sind schmal braun gebändert. Die Grundfarbe der gesamten Unterseite des Rumpfes ist weißlich bis hell beigeweiß mit einem Grünton auf der Brust. Auf diesem Grund zeigen alle Federn breite olive Säume und Spitzen, wodurch ein schuppen- oder pfeilspitzenförmiges Muster entsteht. Dieses Muster ist auf dem unteren Bauch gelegentlich undeutlicher ausgebildet. Die Unterflügel sind bräunlich, die Unterflügeldecken heller und der gesamte Unterflügel ist weiß gebändert. Der Unterschwanz ist dunkelbraun mit einer schmutzig gelben Verwaschung und zeigt in variabler Stärke schmutzig gelbbraune Binden.
Stirn, Oberkopf und Haube sind rot, dieser rote Bereich ist von der Stirn bis zum Nacken unten schmal schwarz begrenzt. Ein schmaler weißer Überaugenstreif zieht sich vom vorderen Augenrand bis zur Hinterkopfseite. Die Ohrdecken sind gräulich mit braunschwarzen oder bräunlichen Stricheln. Der schmale weiße Zügelstreif beginnt an der Schnabelbasis und zieht sich bis zu den unteren Ohrdecken. Der Bartstreif ist düster schwärzlich, aber durch weißliche Federspitzen und -säume sehr undeutlich abgesetzt und scheint oft mit der Kehlfärbung zu verschmelzen. Kinn und Kehle sind schmutzig weiß mit feinen dunkelbraunen oder oliven Stricheln in unterschiedlicher Stärke. Der Nacken ist wie der Rücken grün mit einem gelblichen Ton.
Der Schnabel ist dunkelbraun oder graubraun, die Basis des Unterschnabels ist schmutzig gelb. Beine und Zehen sind graugrün, vielleicht auch bis hin zu gelblich braun. Die Iris ist weiß oder blass rosa, außen dunkler.
Beim Weibchen fehlen die roten Partien am Kopf; Stirn, Oberkopf und Haube sind schwarz mit einer gräulichen Strichelung.
Trotz des großen Verbreitungsgebietes ist die innerartliche Variabilität gering, Winkler et al. erkennen keine Unterarten an.

## Lautäußerungen
Die Art scheint wenig lautfreudig zu sein, als Ruf bekannt ist bisher nur ein scharfes einzelnes „quiiimp“. Die Tiere trommeln, die Trommelwirbel sind bisher offenbar nicht näher beschrieben.

## Verbreitung und Lebensraum
Diese Spechtart besiedelt weite Teile Südasiens. Das stark disjunkte Verbreitungsgebiet reicht in West-Ost-Richtung vom Nordwesten Indiens über den Süden Nepals, Assam, Bangladesch und Myanmar bis in den Westen der chinesischen Provinz Yunnan; nach Süden umfasst es fast den gesamten Indischen Subkontinent, Sri Lanka und reicht außerdem bis in den Südwesten Thailands. Davon geografisch offenbar weiträumig isoliert kommt die Art außerdem in Kambodscha, Laos und im Süden Vietnams vor. Die Größe des Gesamtverbreitungsgebietes ist nicht bekannt.
Indiengrünspechte bewohnen ein breites Spektrum feuchter bis trockener Waldtypen, aber auch spärlich bewaldete parkartige Landschaften, Teak- und speziell Gummibaum- und Tee-Plantagen; sie fehlen nur im dichten, geschlossenen Wald. Die Art ist weitgehend auf das Flach- und untere Hügelland beschränkt und kommt in Nepal bis in 465 m, selten bis 965 m Höhe vor, in Sri Lanka in Höhen von 300 bis 1500 m.

## Ernährung
Die häufig auf dem Boden gesuchte Nahrung besteht vorwiegend aus Ameisen und Termiten sowie anderen kleinen Insektenlarven. Diese Spechte fressen auch Samen und Nektar.

## Fortpflanzung
Indiengrünspechte leben in Paaren. Die Brutzeit ist je nach Verbreitungsgebiet unterschiedlich, auf dem Indischen Subkontinent reicht sie von März bis Mai, in Sri Lanka mit dem Beginn des Südwestmonsuns von Mai, selten April, bis September. Die etwa 30 cm tiefen Höhlen werden in einem Baumstamm oder einem starken Ast gelegentlich nur in 0,6 m Höhe über dem Boden, meist aber in Höhen zwischen 4 und 8 m gebaut. Das Gelege besteht aus drei bis fünf Eiern, die Jungen werden von beiden Eltern mit Nahrung versorgt. Weitere Angaben zur Brutbiologie liegen bisher nicht vor.

## Bestand und Gefährdung
Angaben zur Größe des Weltbestandes sind nicht verfügbar. Der Bestandstrend ist nicht bekannt, gilt aber zumindest nicht als stark rückläufig. Der Indiengrünspecht wird daher von der IUCN als ungefährdet („least concern“) eingestuft.